# Tidningar Utgifne Af et Sällskap i Åbo

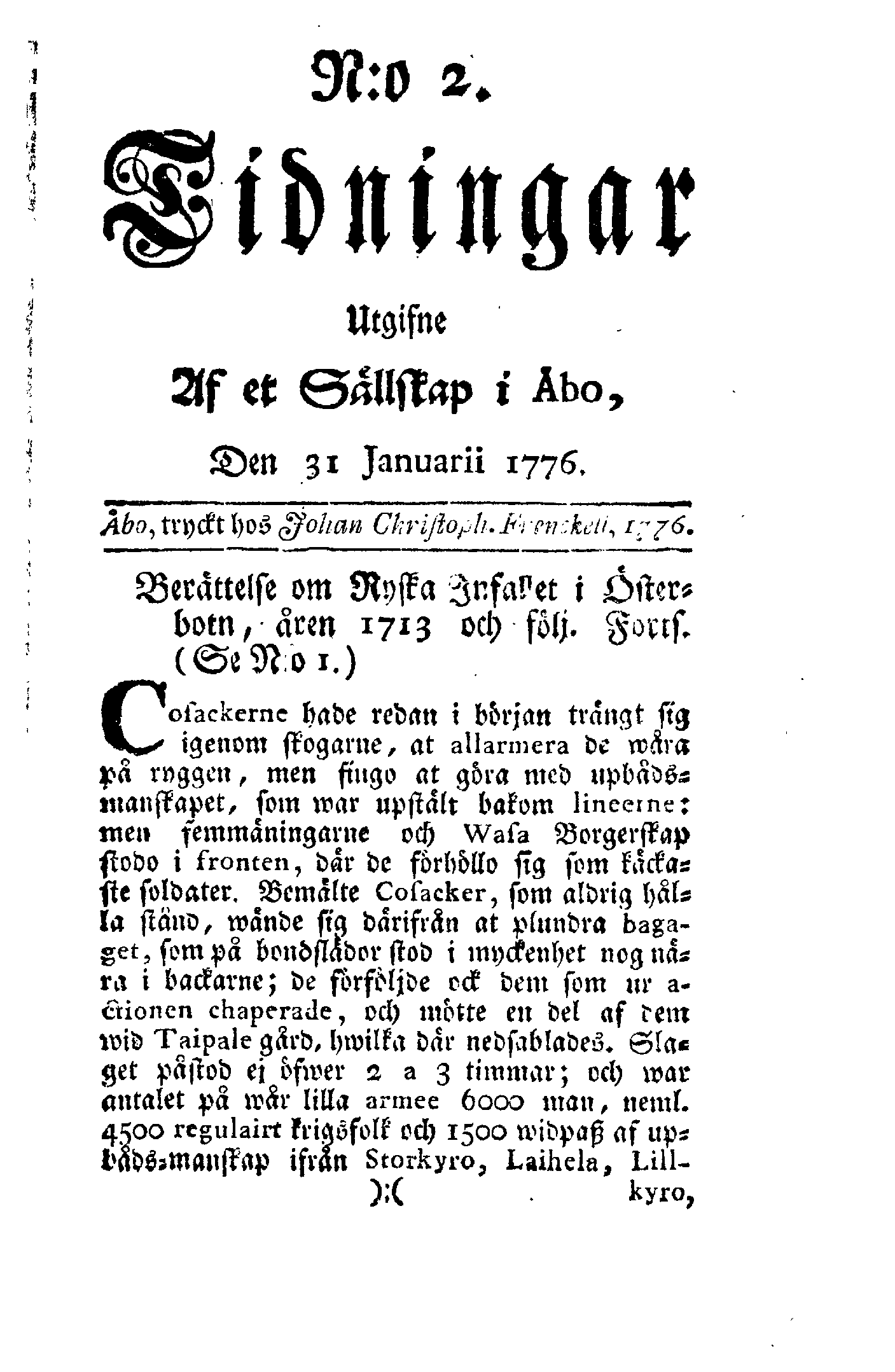
Le journal Tidningar Utgifne Af et Sällskap i Åbo, du 31 janvier 1776.

Tidningar Utgifne Af et Sällskap i Åbo fut le premier journal édité en Finlande.

## Histoire
Il était le porte parole de l'association Aurora-seura.
Ses éditeurs en chef étaient Henrik Gabriel Porthan et Johan Lilius.
Le journal parut à Turku les années 1771–78 et 1782–85.
En langage courant on l’appelait Åbo Tidningar.